# یله‌ین
یله‌ین (به لاتین: Yeleyen) یک منطقه مسکونی در جمهوری آذربایجان است که در شهرستان قبله واقع شده است.